# Fabian Pawela
Fabian Pawela (* 30. November 1985 in Świdnica) ist ein polnischer Fußballspieler.

## Karriere
Bis 2004 spielte Pawela in seiner Geburtsstadt Świdnica für Polonia Swidnica. Dann wechselte er nach Griechenland zum Erstligisten Chalkidona. Dort kam er jedoch zu keinen Einsätzen. Nach der Vereinigung des Vereins mit dem Atromitos Athen wurde er an Archarnaikos ausgeliehen. In den folgenden Jahren spielte er für verschiedene Vereine in Griechenland. 2011 wechselte er zum polnischen Drittligisten Czarni Żagań. Nach einem Jahr ging er zum Erstligisten Podbeskidzie Bielsko-Biała, bei dem er Stammspieler war. Zur Saison 2014/15 wechselte er zum deutschen Zweitliga-Absteiger Energie Cottbus und erhielt einen Zweijahresvertrag bis Juni 2016. Dieser wurde jedoch nach nur einem Jahr wieder aufgelöst.